# Carl M. Reisz
Carl Marinus Reisz (født 6. februar 1829 i Viborg, død 18. juli 1902 i København) var en dansk læge. Desuden var han rektor for Københavns Universitet i tre omgange.
Reisz tog medicinsk eksamen 1855, blev efter kandidattjenesten reservelæge ved Frederiks Hospital og tog doktorgraden 1858 med afhandlingen Om Bronchotomiens Indikationer, der dannede indledningen til hans specialstudium af strubens og luftvejenes sygdomme, så at Reisz var Danmarks første halsspecialist. Han var kirurgisk prosektor 1860—61, rejste derefter til Berlin for at studere patologisk anatomi, det fag, som hans lærer Fenger havde indviet ham i, og som nu fejrede nye triumfer i Berlin under Virchow. Efter at have konkurreret med C.E. With og Andreas Brünniche om lektoratet medicinsk klinik, blev Reisz konstitueret som docent i patologisk anatomi og almindelig patologi under professor Sommers sygdom, han udnævntes til lektor (1866—73) og til ordentlig professor 1868. I disse fag præsterede Reisz det fortrinlige, men han forlod disse studier, og ved Ole Bangs afgang 1873 overtog han professoratet i intern medicin og terapi og blev samtidig overmedikus ved Frederiks Hospital efter Dahlerup. Reisz regnedes for en af sin tids habileste klinikere, der navnlig i spørgsmål vedrørende tuberkulosen, som han havde behandlet både i tale og i skrift, nød stor tillid. Reisz var medlem af Sundhedskollegiet 1885—90 og af kommissionen til det medicinske studiums reform. Han udnævntes til konferensråd 1900. Hans skrifter bevæger sig på infektionssygdommes (specielt tuberkulosens) område og er optagne i den medicinske presse og i universitetsprogrammerne.